# Sphaerocera guttula
Sphaerocera guttula är en tvåvingeart som beskrevs av Richards 1965. Sphaerocera guttula ingår i släktet Sphaerocera och familjen hoppflugor. Inga underarter finns listade i Catalogue of Life.